# Laconia (Indiana)
Laconia es un pueblo ubicado en el condado de Harrison en el estado estadounidense de Indiana. En el Censo de 2010 tenía una población de 50 habitantes y una densidad poblacional de 386,1 personas por km².

## Geografía
Laconia se encuentra ubicado en las coordenadas 38°1′54″N 86°5′8″O / 38.03167, -86.08556. Según la Oficina del Censo de los Estados Unidos, Laconia tiene una superficie total de 0.13 km², de la cual 0.13 km² corresponden a tierra firme y (0%) 0 km² es agua.

## Demografía
Según el censo de 2010, había 50 personas residiendo en Laconia. La densidad de población era de 386,1 hab./km². De los 50 habitantes, Laconia estaba compuesto por el 98% blancos, el 0% eran afroamericanos, el 0% eran amerindios, el 2% eran asiáticos, el 0% eran isleños del Pacífico, el 0% eran de otras razas y el 0% pertenecían a dos o más razas. Del total de la población el 0% eran hispanos o latinos de cualquier raza.